# 상봉동 (서울)
상봉동(上鳳洞)은 서울특별시 중랑구의 법정동이다.

## 개요
- 1913년 12월 29일 : 경기도 양주군 구리면 상봉리[2]
- 1963년 1월 1일 : 서울특별시 동대문구 망우출장소 상봉동
- 1968년 1월 1일 : 서울특별시 동대문구 상봉동
- 1988년 1월 1일 : 서울특별시 중랑구 상봉1, 2동[3][4]

## 교육
- 서울상봉초등학교
- 신현중학교
- 신현고등학교
- 상봉중학교
- 중화초등학교
- 서울신현초등학교

## 교통
- ● 서울 지하철 7호선, ● 수도권 전철 경의·중앙선, ● 수도권 전철 경춘선 상봉역
- ● 수도권 전철 경의·중앙선, ● 수도권 전철 경춘선 망우역
- 상봉터미널

## 아파트
| 단지명          | 건설사              | 시행사                | 주소                     | 입주        | 비고     |
| --------------- | ------------------- | --------------------- | ------------------------ | ----------- | -------- |
| 신내 12단지     | 삼환기업㈜          | 서울주택도시공사      | 중랑구 봉화산로 153      | 1995년 11월 | 공공임대 |
| 신내 쌍용LG     | 엘지건설㈜ 쌍용건설 | 엘지건설㈜ 쌍용건설   | 중랑구 봉화산로 146      | 1996년 3월  |          |
| 상봉 태영데시앙 | 태영건설            | 태영건설              | 중랑구 상봉중앙로8길 104 | 2003년 8월  |          |
| 신내 건영1차    | ㈜건영              | 제일은행 직장주택조합 | 중랑구 봉화산로48길 62   | 1997년 8월  |          |
| 신내 건영2차    | ㈜건영              | ㈜건영                | 중랑구 신내로7길 20      | 1996년 11월 |          |
| 상봉 건영캐스빌 | ㈜건영              | ㈜건영                | 중랑구 상봉중앙로8길 76  | 2006년 2월  |          |
| 상봉 태영데시앙 | ㈜태영              | ㈜태영                | 중랑구 상봉중앙로8길 104 | 2003년 8월  |          |

## 같이 보기
- 대한민국의 행정 구역